# Tiros
Tiros es un municipio brasileño ubicada en el noroeste del estado de Minas Gerais. Tiene una población estimada, en 2021, de 6369 habitantes.
La localidad se convirtió en un municipio en 1924.

## Ubicación
El centro urbano está ubicado al suroeste de Patos de Minas, en la parte superior del valle del río Borrachudo. Sus municipalidades vecinas son São Gonçalo do Abaeté (N), Morada Nova de Minas, Biquinhas, Paineiras, Cedro do Abaeté (E), Matutina (S), y Arapuá, Carmo do Paranaíba, Patos de Minas y Varjão de Minas (O).